# M4-es busz (Salgótarján)
A salgótarjáni M4-es jelzésű autóbuszok Baglyasalja és az Ötvözetgyár között közlekedtek.

## Útvonala
| Baglyasalja, Katalintelep felé:                                                                               | Ötvözetgyár felé:                                                                                             |
| --- | --- |
| Ötvözetgyár – Tarjáni út – Salgó út – Rákóczi út – Baglyasi út – Petőfi Sándor út – Baglyasalja, Katalintelep | Baglyasalja, Katalintelep – Petőfi Sándor út – Baglyasi út – Rákóczi út – Salgó út – Tarjáni út – Ötvözetgyár |